# إدوارد أ. كيلي
إدوارد أ. كيلي هو سياسي أمريكي، ولد في 3 أبريل 1892 في شيكاغو في الولايات المتحدة، وتوفي بنفس المكان في 30 أغسطس 1969. نشط حزبياً في الحزب الديمقراطي. وقد انتخب عضو مجلس النواب الأمريكي ‏.